# Tony Vairelles
Pour les articles homonymes, voir Vairelles.
Tony Vairelles, né le 10 avril 1973 à Nancy (Lorraine), est un footballeur international français.
Il est un joueur emblématique du RC Lens de 1995 à 1999 avec lequel il remporte le Championnat de France en 1998, la Coupe de la Ligue en 1999, et est finaliste de la Coupe de France en 1998 ainsi que du Trophée des Champions la même année.
Tony Vairelles, surnommé Tonygoal, est reconnaissable à sa coupe de cheveux coupe mulet  qu'il arbore notamment au Racing Club de Lens.
Issu d'une famille de footballeurs, il est le frère de Giovan et Diego Vairelles. Son cousin, David Vairelles, est également footballeur professionnel.

## Biographie

### Ses débuts
Dès ses quatre ans, Tony Vairelles joue au football dans l'appartement familial de la cité HLM d'Essey-lès-Nancy, en deux-contre-deux en compagnie de son père contre ses deux grand frères. Le chef de famille, Guy, est métreur dans le bâtiment et aussi buteur du FC Nancy en CFA. Toute la famille, qui comprend sept enfants dont une seule fille, suit le football[pas clair]. Pour suivre les grands frères, Vairelles rejoint l'AS Nancy-Lorraine en poussin deuxième année. Rapidement, après les entraînements avec l'ASNL, il rejoint le stade de Tomblaine où son père s'occupe des Seniors et encaisse sept entraînements[pas clair] par semaine.
Sa première émotion sous le maillot au chardon a lieu en lever de rideau de l'équipe fanion[pas clair]. Son équipe s'impose 11-1 et Tony Vairelles inscrit quatre buts. Sélectionné en équipe de Lorraine, l'attaquant au petit gabarit à l'époque s'inscrit au Sport-étude à Laxou. Il se casse la jambe au sein de l'établissement et sa progression est stoppée net. Il retourne au sein de sa famille et franchit les étapes à l'AS Nancy-Lorraine, aux côtés d'Éric Rabésandratana en minimes puis de Cédric Lécluse en cadets, tout en passant un BEP vente et travaillant dans un magasin de jouets. Amateur, il participe à une demi-finale de Coupe Gambardella et gagne celle de Lorraine avec l'équipe seniors de DH.

### Révélation à l'AS Nancy-Lorraine (1991-1995)
Lors d'un match de l'équipe réserve contre le RC Strasbourg à La Meinau, Tony Vairelles est repéré par Olivier Rouyer, après avoir inscrit deux buts et offert la victoire à son équipe (2-1). Il débute en équipe première, à la suite d'une avalanche de blessures, le 25 janvier 1992 face au PSG, à 18 ans. Titulaire sur l'aile gauche, Tony se souvient : « Premier ballon, je vais à la tête avec Kombouaré, je retombe [...]. Je lui tends la main pour le relever. Il me regarde et me dit : "Tu recommences ça, je te pète les deux jambes." ». Il inscrit son premier but en professionnel la semaine suivante, le 2 février 1992, à l'occasion d'une victoire à Nîmes (1-2). Pour sa première saison, il dispute 14 matchs et marque 7 buts, soit une moyenne d'un but tous les deux matchs. Malgré cela, l'ASNL est relégué en D2. En Coupe de France, il prend part à quatre matchs et voit son équipe être éliminée aux tirs au but par le SC Bastia en quarts de finale (0-0, 3-0 tab). 
Dès la saison suivante, à 19 ans, Tony devient un titulaire indiscutable. En effet, son entraîneur d'alors, Olivier Rouyer, est sous le charme : balle au pied, « Tony est une perle. Il transperce les défenses comme un couteau transperce du beurre » . Tony Vairelles inscrit neuf buts et, accrocheur et opportuniste, devient rapidement le chouchou du stade Marcel-Picot. Malheureusement, le club termine 4e de son groupe et rate les barrages de promotion pour deux petits points. 
Lors de la saison suivante, il poursuit sa progression en franchissant pour la première fois de sa jeune carrière la barre des 10 buts en championnat (11). Mais son équipe termine à une très décevante 12e position, ce qui coûte sa place à l'entraîneur l'ayant lancé dans le grand bain, Olivier Rouyer. 
Preuve de sa progression, il est sélectionné pour la première fois en Équipe de France espoirs. 
En 1994-1995, L'ASNL est dirigé par l'entraîneur roumain Laszlo Boloni. Ce dernier, comme son prédécesseur, tombe sous le charme de Tony Vairelles et en fait son leader offensif. Ce dernier le lui rend bien en terminant meilleur buteur de son équipe pour la première fois de sa carrière, avec 12 réalisations, son record personnel. 
Il s'impose comme une des figures majeures du championnat et est élu meilleur joueur de Division 2. Il attire ainsi l'attention des meilleures équipes de D1 et son départ est inévitable. 
Cette saison-là, le club termine à la 7e place et atteint les 1/4 de finale de la Coupe de France (défaite 2-0 face au PSG). 
Au total, en quatre saisons avec l'AS Nancy-Lorraine il inscrit 39 buts en 136 matches toutes compétitions confondues . Il est aujourd'hui encore le 10e meilleur buteur de l'histoire du club. En janvier 2017, à l'occasion des 50 ans de l'ASNL, il fait partie de l'équipe type du demi-siècle dévoilée par le club, au poste d'ailier gauche, aux côtés, entre autres, de Michel Platini.

### Consécration au RC Lens (1995-1999)
À l'été 1995, il est transféré au RC Lens, car Gervais Martel, l'ambitieux président lensois, pense qu'il est celui qui « mènera le club au sommet ». Le transfert est estimé à 10 millions de francs, soit 1,5 million d'euros. 
Il fait ses débuts officiels sous les couleurs Sang et Or le 19 juillet 1995, dès la 1re journée de D1, à l'occasion d'une victoire 2-0 sur Le Havre à Félix Bollaert. 
Il s'impose très vite dans le 11 de départ et signe son premier but le 29 août 1995, lors de la 7e journée, offrant sur le fil la victoire à Lens face à Rennes à la 90e minute (1-0). 
Lors de la journée suivante, il inscrit deux buts de "renard" sur la pelouse de Lille, pour une jolie victoire 3-1 dans le derby du Nord, qui permet à Lens de monter sur le podium. 
Il se signale encore lors de la 11e journée, en marquant d'une superbe frappe de l'extérieur du pied droit de plus de vingt mètres pour clore la marque en fin de match lors d'une victoire de prestige sur le PSG (3-1). Le RCL joue les premiers rôles et  prend même la deuxième place après une victoire à Strasbourg (2-1, J21), où Vairelles ouvre le score d'une jolie volée. Au début de l'année 1996, le club connaît une série de mauvais résultats, recule au classement et est éliminé d'entrée des deux coupes nationales. Heureusement, Tony Vairelles est là et montre la voie, en arrachant le point du nul dans le derby contre Lille (1-1, J26) et surtout en offrant la victoire face au champion sortant, le FC Nantes, à  la 86e minute (2-1, J28). Ce match lance une série de cinq succès consécutifs à domicile  et constitue un "déclic" dans la course à l'Europe, selon le gardien Guillaume Warmuz. 
C'est encore lui qui inscrit l'unique but de la victoire à Martigues (0-1, J31). Il signe à cette occasion son 9e but de la saison, ce qui lui permettra d'être le meilleur buteur du club en D1, devant Titi Camara (huit buts). 
Comme la saison précédente, le RCL finit 5e de D1 et se qualifie pour la Coupe de l'UEFA. Quant à Tony Vairelles, en plus d'être le meilleur buteur du club, il est l'un des deux joueurs, l'autre étant Christophe Delmotte, à avoir pris part aux 38 journées de championnat.
C'est lors de cette première saison lensoise que Tony découvre la Coupe d'Europe, en l'occurrence la Coupe de l'UEFA, à l'occasion d'une large victoire sur le club Luxembourgeois de l'Avenir Beggen (6-0) le 14 septembre 1995, en 32e de finale. Au tour suivant, il signe son premier but sur la scène européenne lors d'une victoire 4-0 sur les Ukrainiens du Chornomorets Odessa, le 1er novembre 1995. Et quel but : crochet, accélération, une-deux avec Pierre Laigle et petit ballon piqué au-dessus du gardien pour conclure. 
Malheureusement, l'aventure s'arrête en 1/8ème de finale face à la redoutable équipe tchèque du Slavia Prague, emmenée par Poborsky (l'unique buteur) et Smicer (qui sera repéré à cette occasion et rejoindra le RCL en fin de saison) : 0-0 et 0-1, ap.
Au total, Tony Vairelles aura pris part aux 46 matchs disputés par le club durant la saison, témoignage de son intégration réussie et de son importance dans l'équipe, ainsi que de la confiance de son entraîneur, Patrick Bergues, et inscrit 10 buts, atteignant cette barre symbolique pour la troisième saison consécutive. Enfin, il est le chouchou des supporters du stade Felix Bollaert, qui le surnomme "Tonygol". 
Il est sélectionné avec les Espoirs, par Raymond Domenech. Il termine troisième au Championnat d'Europe espoirs 1996
Puis il participe au Tournoi olympique d'Atlanta, aux côtés de joueurs tels que Vincent Candela, Patrick Vieira, Claude Makélélé, Robert Pirès ou Sylvain Wiltord. La France est éliminée par le Portugal en 1/4 de finale (2-1, ap, sur un but en or).
Le début de la saison 1996-1997 est parfait pour le RC Lens, désormais entraîné par le Yougoslave Slavo Muslin, qui prend la première place dès la 2e journée et remporte ses quatre premiers matchs. Vairelles n'est pas étranger à cela puisqu'il inscrit son premier but de la saison lors de la 4e journée, à l'occasion d'une victoire contre Montpellier (3-2). Malheureusement, le 24 septembre 1996, il se blesse en début de match sur le terrain de la Lazio Rome, à l'occasion du 32e de finale retour de la Coupe de l'UEFA (1-1, après une défaite 0-1 à Lens). Le diagnostic est terrible : il est victime  d'une fracture du tibia droit et sera absent trois mois et demi des terrains. 
Tony effectue son retour à la compétition le 12 janvier 1997, lors d'une victoire 1-0 à Toulon en 8e de finale de la Coupe de la Ligue. Le RCL est dans une spirale négative, lutte pour le maintien et a été éliminé des deux coupes nationales, ce qui amène le licenciement de Slavo Muslin et l'arrivée sur le banc de Roger Lemerre à la mi-mars. Cela relance les Lensois, Vairelles en tête, et ce dernier inscrit son premier but depuis son retour de blessure le 26 mars 1997, à Rennes (2-2, J31). Lors de la journée suivante, il signe l'un des plus beaux buts de sa carrière pour arracher le nul à domicile contre Bastia (1-1) : une frappe sans contrôle, depuis l'entrée de la surface, enveloppée dans le petit filet opposé. 
Tony et son équipe sont sur une bonne dynamique, et il marque encore à Bordeaux, malgré la défaite (2-1, J35). Mais le meilleur est à venir : lors de la journée suivante, Lens bat l'OM 2-0 et il double la mise à la dernière minute. Le RC Lens assure ainsi son maintien au soir de la 36e journée, dans un Félix Bollaert en fusion. 
Avec 4 buts en l'espace de 6 matchs, Vairelles est le grand artisan du maintien de son équipe, qui termine finalement la saison à la 13e place. Une déception aux vues des ambitions du club, mais un gros soulagement après une saison à lutter pour éviter la relégation.
Tony termine donc cette deuxième saison sous le maillot Sang et Or  avec un total de 5 buts en 23 matchs de D1 (29 toutes compétitions confondues), un score honnête pour un joueur ayant été blessé une grosse partie de la saison et évoluant dans une équipe en difficulté. 
Surtout, transfiguré par l'arrivée de Roger Lemerre, un entraîneur qui l'estime beaucoup, il a signé une grande fin de saison, prometteuse pour la suite. 
Lors de la saison 1997-1998, le RC Lens devient champion de France devançant à la différence de buts le FC Metz. Le club manque même de peu le doublé, mais s'incline en finale de la Coupe de France face au Paris SG (2-1) qui l'avait déjà éliminé en demi-finale de la coupe de la ligue sur le même score. Durant cette saison, Tony Vairelles marque 12 buts.
Bien que champion de France 1998 avec le RC Lens, Tonygol n'est pas retenu pour la Coupe du monde. Raymond Kopa dira dans les journaux : « Si j'étais sélectionneur, je prendrais Tony Vairelles ». Après le mondial, il est convoqué par son ancien entraîneur au RC Lens, Roger Lemerre. Sa première sélection remonte donc au 19 août 1998 contre l'Autriche. Devant 40 000 spectateurs présents au stade Ernst-Happel de Vienne, Vairelles dispute l'intégralité du match en attaque, aux côtés de Thierry Henry, et obtient le match nul 2-2. 
La saison suivante, il découvre la Ligue des champions, marquant notamment un but contre Arsenal. 
Le père de Michel Platini, Aldo, a confié un jour à Arsène Wenger, alors entraîneur d'Arsenal, avant un match opposant Lens aux Gunners en 1998 : « Il est rapide et puissant et aime beaucoup faire courir les défenses en s'infiltrant dans les intervalles. Ce qui m'impressionne le plus, c'est sa vitesse et son refus de se laisser intimider ».
Lens remporte la Coupe de la Ligue aux dépens de Metz (1-0). Après quatre saisons, Vairelles rejoint le club montant de D1, l'Olympique lyonnais, alors que des clubs plus prestigieux, tels que la Juventus, l'AS Monaco ou le Paris SG, s'intéressaient à lui. Au total avec le RC Lens, Tony a disputé 156 matchs et inscrit 38 buts, ce qui lui vaut d'obtenir le surnom de « Tonygol » de la part des supporters. Des supporters fidèles qui scanderont même son nom durant le 1/8e de finale de la Coupe du monde de football de 1998, disputé au Stade Félix-Bollaert, opposant la France au Paraguay de José Luis Chilavert (1-0, b.e.o.).
Il marque son premier et unique but en sélection le 13 novembre 1999, contre la Croatie (troisième de la Coupe du monde 1998), pour sa sixième sélection.

### Transfert à Lyon et prêt à Bordeaux (1999-2001)
Sa première saison à Lyon est marquée par 6 buts en 33 matches de L1 et 3 en 7 dans les coupes nationales. Surtout, il brille sur la scène européenne : 5 buts en 6 matchs en UEFA, dont notamment l'unique but de la victoire lyonnaise au Parkhead, face au Celtic Glasgow au deuxième tour. La saison suivante, ses rapports conflictuels avec l'entraîneur d'alors, Jacques Santini, le contraignent à être prêté aux Girondins de Bordeaux pour six mois, mais barré par Pedro Miguel Pauleta, Christophe Dugarry et Lilian Laslandes, il joue et marque peu (2 buts en 15 matchs).
Sa huitième et dernière sélection date du 26 avril 2000 contre la Slovénie au Stade de France (3-2). Lors de ce match, il rate une grosse occasion, alors que David Trezeguet, avec qui il est en concurrence pour une place dans le groupe qui sera retenu pour l'Euro 2000, signe un doublé et valide son billet pour la Belgique et les Pays-Bas.

### Bastia (2001-2002)
En juillet 2001, Tony Vairelles débarque en Corse. En cette saison pré-Coupe du monde, il lui faut retrouver du temps du jeu et des sensations pour prétendre à une place dans la liste des 23 que Roger Lemerre emmènera en Asie en juin.
Atout offensif numéro 1 du club, il marque 14 buts en 30 matchs de championnat (dont 5 pénaltys), offrant 4 passes décisives, sans oublier quelques autres buts décisifs en Coupe de France. À la suite de la saison la plus prolifique de sa carrière (19 buts en 39 matchs), Jean-Michel Aulas le rappelle à l'Olympique lyonnais.

### Échecs successifs (2002-2005)
À l'inter-saison, László Bölöni veut le recruter au Sporting Portugal et propose un échange comprenant deux joueurs, dont un certain Cristiano Ronaldo, contre lui. L'Olympique lyonnais, qui voulait un transfert, refuse. Surtout que le nouvel entraîneur rhodanien, Paul Le Guen compte plus sur lui que son prédécesseur et les supporters l'accueillent chaleureusement avec une banderole « Bienvenue chez toi neuneu ». Cependant, malgré un doublé en Ligue des champions contre le Rosenborg Ballklub, il ne convainc pas, marquant quatre buts en 24 matchs, et il est prêté durant le mercato au RC Lens. Mais après 12 matchs et 2 buts, l'OL se sépare définitivement de lui. Il rejoint le Stade rennais mais, en raison d'une préparation physique ratée et des relations conflictuelles avec l'entraîneur, László Bölöni, il ne parvient pas à retrouver son niveau d'antan, 1 but en 23 matchs, et il quitte donc le club en fin de saison.
Après un gros sacrifice salarial, il rejoint Bastia, où il s'était distingué deux saisons auparavant et où il avait largement brillé. Malgré un premier but dès la première journée, il ne marque au total que 5 buts en 30 matchs.
En 2022, le magazine So Foot le classe dans le top 1000 des meilleurs joueurs du championnat de France, à la 83e place.

### La traversée du désert (2005-2008)
Il rejoint le championnat de Belgique avec Lierse SK qui voit sa saison gâchée par l'affaire des matchs truqués. Privé de compétition pendant un mois en raison d'une blessure, il est placé sur le banc par l'entraîneur et Tony Vairelles n'inscrit pas le moindre but en quinze matchs. Laissé libre en fin de saison, il entre en négociations avec le Stade lavallois mais choisit de signer, pour la saison 2006-2007 à Tours en L2 avec la ferme intention de sauver le club de la relégation. Il inscrit 5 buts en 24 matches, sans empêcher le club de descendre en National. 
Après son aventure tourangelle, Vairelles tente un nouveau retour en Corse et signe au CA Bastia, qui évolue en CFA. Malgré le niveau assez bas dans lequel évolue à présent le joueur, il n'est pas souvent utilisé : 13 matchs, marquant 2 buts. En manque de sensations, il résilie son contrat début 2008 et part pour l'Amérique du Nord. Il effectue un test en Major League Soccer, avec l'équipe B du Real Salt Lake, puis avec le Toronto FC, mais il n'est retenu par aucun de ces clubs.

### La résurrection au Luxembourg (2008-2009)
De retour en Europe, il joue quelques matches et marque plusieurs buts avec l'équipe de l'UNFP, puis il rejoint le club luxembourgeois du F91 Dudelange, où il retrouve son petit frère Giovan. Tony Vairelles ne tarde pas à briller, il inscrit 24 buts en 30 matchs, et remporte le championnat du Luxembourg, ainsi que la Coupe du Luxembourg contre l'UN Käerjeng.
Autant créateur que finisseur, Tony Vairelles est surnommé le Van Basten du Sud, en référence au footballeur néerlandais Marco van Basten.

### Reprise puis liquidation de Gueugnon (2009-2011)
Au terme de son aventure luxembourgeoise, Vairelles tente un retour dans le championnat français en s'investissant financièrement et sportivement dans la reprise d'un club français évoluant en National, l'équivalent de la troisième division. Après deux tentatives de reprises ratées au Football Club de Sète 34 et à l'AS Beauvais, il arrive au FC Gueugnon où il poursuit sa carrière de footballeur et propose un projet de reprise retenu par le CA du 6 juillet 2009.
À cette occasion, trois footballeurs de sa famille le rejoignent : son cousin David et ses frères Giovan et Diego. Fin 2009, c'est même le père du joueur-actionnaire, Guy, qui arrive à la présidence du club.
Tony réalise une belle saison, puisqu'il inscrit 9 buts en 34 matchs, toutes compétitions confondues, et le club assure son maintien en National, à une journée de la fin. À l'inter-saison, le club, bien que maintenu sur le terrain, est relégué administrativement par la DNCG. Néanmoins, les dettes seront épongées au dernier moment, et les Forgerons peuvent donc toujours jouer en National.
Le début de la deuxième saison est très délicat, car le club concède cinq défaites d'affilée, ne signant sa première victoire que lors de la 6e journée à Rodez (0-2). Tony Vairelles inscrit son premier but lors de la 9e journée, à l'occasion d'un match nul face au RC Strasbourg (1-1). Il inscrit 3 buts lors des 4 matchs suivants, atteignant le total de 9 buts à la fin de la saison… 
Les Forgerons passent toute leur saison en queue de peloton et le club est confronté à de gros problèmes financiers, frôlant une grève des joueurs en mars 2011. Le 8 avril, le tribunal de commerce de Mâcon prononce la liquidation du club bourguignon. Les dirigeants, Tony Vairelles en tête, n'ont pas pu fournir les garanties financières nécessaires. Les trente-six salariés du FCG font l'objet d'une procédure de licenciement économique et l'équipe première disparaît du National. Dans un entretien accordé à L'Équipe, Tony Vairelles explique : « J'étais prêt à continuer si tout le monde me suivait. Mais j'ai été obligé de dire stop. Les collectivités locales n'ont pas tenu leurs engagements. Jusqu'au 2 mars, on a reçu au total de 23 500 euros de subventions. Pouvez-vous me dire quel club de National, avec un budget de 1,75 M€, aurait pu tenir jusqu'au 3 mars avec si peu ? Si je n'avais pas remis 250 000 euros de ma poche l'été dernier, le club n'aurait pas redémarré la saison. J'avais clairement expliqué que je remettrais 250 000 euros de mon argent personnel pour terminer la saison et boucler le budget. J'ai senti qu'on ne me suivait pas et que ce serait à fonds perdus ». Le club repart en Division d'Honneur.
D'un point de vue sportif et individuel, le joueur n'a pas grand-chose à se reprocher car à l'annonce de la liquidation du club, et alors qu'il reste plusieurs journées de championnat, il totalise déjà 9 buts en championnat.

### Fin de carrière (2011-2012)
Durant l'été 2011, il propose notamment ses services à l'US Raon-l'Étape (CFA) et à son club formateur, l'AS Nancy-Lorraine, sans succès. En octobre, il est mis à l'essai par un club de Division 3 belge, le FC Bleid, et testé lors d'un match amical face au CS Sedan mais il ne donne pas suite, affirmant vouloir finir sa carrière aux États-Unis.  
Après avoir été tenté par un retour en National, au FC Metz par exemple, puis évoqué du côté du CSO Amnéville (actuel pensionnaire de CFA), il s'engage, le 15 septembre 2012, dans le club de Saint-Max-Essey, en Division d'honneur (DHR). Là-bas, il rejoint ses cousins Ludovic (entraineur) et surtout David, lui-même ancien pro avec qui il avait évolué à Gueugnon. Pour son deuxième match, il participe au 4e tour de la Coupe de France face à Blénod (DH), perdu 3-0 après prolongations. Il raccroche les crampons après cette ultime saison à l'âge de 40 ans et prépare sa reconversion en tant qu'entraineur.

## Statistiques

### En club
| Saison    | Club              | Pays | Championnat        | Championnat | Championnat | Coupe(s) Nationale(s) | Coupe(s) Nationale(s) | Coupe d'Europe | Coupe d'Europe | Coupe d'Europe | Total  | Total |
| Saison    | Club              | Pays | Division           | Matchs      | Buts        | Matchs                | Buts                  | Compétition    | Matchs         | Buts           | Matchs | Buts  |
| --------- | ----------------- | ---- | ------------------ | ----------- | ----------- | --------------------- | --------------------- | -------------- | -------------- | -------------- | ------ | ----- |
| 1991-1992 | AS Nancy-Lorraine |      | Division 1         | 14          | 7           | 4                     | 0                     | -              | -              | -              | 18     | 7     |
| 1992-1993 | AS Nancy-Lorraine |      | Division 2         | 34          | 9           | 1                     | 0                     | -              | -              | -              | 35     | 9     |
| 1993-1994 | AS Nancy-Lorraine |      | Division 2         | 39          | 11          | -                     | -                     | -              | -              | -              | 39     | 11    |
| 1994-1995 | AS Nancy-Lorraine |      | Division 2         | 40          | 12          | 4                     | 0                     | -              | -              | -              | 44     | 12    |
| 1995-1996 | RC Lens           |      | Division 1         | 38          | 9           | 2                     | 0                     | C3             | 6              | 1              | 46     | 10    |
| 1996-1997 | RC Lens           |      | Division 1         | 23          | 5           | 4                     | 0                     | C3             | 2              | 0              | 29     | 5     |
| 1997-1998 | RC Lens           |      | Division 1         | 32          | 9           | 8                     | 3                     | -              | -              | -              | 40     | 12    |
| 1998-1999 | RC Lens           |      | Division 1         | 30          | 8           | 6                     | 1                     | C1             | 5              | 2              | 41     | 11    |
| 1999-2000 | Lyon              |      | Division 1         | 33          | 6           | 7                     | 3                     | C1+C3          | 2+6            | 0+5            | 48     | 14    |
| 2000-2001 | Lyon              |      | Division 1         | 15          | 3           | -                     | -                     | C1             | 6              | 0              | 21     | 3     |
| 2001      | Bordeaux          |      | Division 1         | 11          | 2           | 4                     | 0                     | -              | -              | -              | 15     | 2     |
| 2001-2002 | SC Bastia         |      | Division 1         | 30          | 14          | 9                     | 5                     | -              | -              | -              | 39     | 19    |
| 2002-2003 | Lyon              |      | Ligue 1            | 15          | 2           | 2                     | 0                     | C1+C3          | 5+2            | 2+0            | 24     | 4     |
| 2003      | RC Lens           |      | Ligue 1            | 12          | 2           | -                     | -                     | -              | -              | -              | 12     | 2     |
| 2003-2004 | Rennes            |      | Ligue 1            | 21          | 1           | 2                     | 0                     | -              | -              | -              | 23     | 2     |
| 2004-2005 | SC Bastia         |      | Ligue 1            | 27          | 4           | 3                     | 1                     | -              | -              | -              | 30     | 5     |
| 2005-2006 | Lierse SK         |      | Jupiler League     | 15          | 0           | -                     | -                     | -              | -              | -              | 15     | 0     |
| 2006-2007 | Tours FC          |      | Ligue 2            | 24          | 5           | 1                     | 0                     | -              | -              | -              | 25     | 5     |
| 2007-2008 | CA Bastia         |      | CFA                | 13          | 2           | -                     | -                     | -              | -              | -              | 13     | 2     |
| 2008-2009 | F91 Dudelange     |      | Division Nationale | 29          | 22          | 1                     | 2                     | -              | -              | -              | 30     | 24    |
| 2009-2010 | FC Gueugnon       |      | National           | 32          | 8           | 2                     | 1                     | -              | -              | -              | 34     | 9     |
| 2010-2011 | FC Gueugnon       |      | National           | 28          | 9           | 3                     | 1                     | -              | -              | -              | 31     | 10    |
| 1991-2011 | Total             | -    | -                  | 556         | 152         | 62                    | 15                    | -              | 34             | 10             | 652    | 178   |

### But internationaux
| 0   | Date             | Lieu                                 | Compétition  | Résultat | Adversaire | Détails | Détails        | Détails | Sél. |
| --- | ---------------- | ------------------------------------ | ------------ | -------- | ---------- | ------- | -------------- | ------- | ---- |
| 1er | 13 novembre 1999 | Stade de France, Saint-Denis, France | Match amical | V 3 - 0  | Croatie    | 73e     | du pied gauche | 3-0     | 6e   |

### Matchs internationaux
| Matchs internationaux de Tony Vairelles | Matchs internationaux de Tony Vairelles | Matchs internationaux de Tony Vairelles | Matchs internationaux de Tony Vairelles | Matchs internationaux de Tony Vairelles | Matchs internationaux de Tony Vairelles | Matchs internationaux de Tony Vairelles                               |
| #                                       | Date                                    | Lieu                                    | Adversaire                              | Résultat                                | Compétition                             | Notes                                                                 |
| --------------------------------------- | --------------------------------------- | --------------------------------------- | --------------------------------------- | --------------------------------------- | --------------------------------------- | --------------------------------------------------------------------- |
| 1                                       | 19 août 1998                            | Stade Ernst-Happel, Vienne, Autriche    | Autriche                                | N 2 - 2                                 | Match amical                            | Titulaire.                                                            |
| 2                                       | 10 octobre 1998                         | Stade Loujniki, Moscou, Russie          | Russie                                  | V 3 - 2                                 | Éliminatoires de l'Euro 2000            | Entre en jeu à la place de Nicolas Anelka à la 89e minute.            |
| 3                                       | 14 octobre 1998                         | Stade de France, Saint-Denis, France    | Andorre                                 | V 2 - 0                                 | Éliminatoires de l'Euro 2000            | Titulaire.                                                            |
| 4                                       | 18 août 1999                            | Windsor Park, Belfast, Irlande du Nord  | Irlande du Nord                         | V 1 - 0                                 | Match amical                            | Entre en jeu à la place de Lilian Laslandes à la 77e minute.          |
| 5                                       | 9 octobre 1999                          | Stade de France, Saint-Denis, France    | Islande                                 | V 3 - 2                                 | Éliminatoires de l'Euro 2000            | Entre en jeu à la place de Sylvain Wiltord à la 83e minute.           |
| 6                                       | 13 novembre 1999                        | Stade de France, Saint-Denis, France    | Croatie                                 | V 3 - 0                                 | Match amical                            | Entre en jeu à la place de Robert Pirès à la 60e minute, puis buteur. |
| 7                                       | 23 février 2000                         | Stade de France, Saint-Denis, France    | Pologne                                 | V 1 - 0                                 | Match amical                            | Entre en jeu à la place de Youri Djorkaeff à la 74e minute.           |
| 8                                       | 26 avril 2000                           | Stade de France, Saint-Denis, France    | Slovénie                                | V 3 - 2                                 | Match amical                            | Entre en jeu à la place de Robert Pirès à la 63e minute.              |

## Palmarès

### En club
- avec l'AS Nancy-Lorraine
  - Vainqueur de la Coupe de Lorraine de division honneur en 1990

- avec le RC Lens
  - Champion de France en 1998
  - Vainqueur de la Coupe de la Ligue en 1999
  - Finaliste de la Coupe de France en 1998
  - Finaliste du Trophée des Champions en 1998

- avec l'Olympique lyonnais
  - Champion de France en 2003
  - Vainqueur du Trophée des champions en 2002
  - Vice-champion de France en 2001

- avec le SC Bastia
  - Finaliste de la Coupe de France en 2002

- avec le F91 Dudelange
  - Champion du Luxembourg en 2009
  - Vainqueur de la Coupe de Luxembourg en 2009

### En équipe de France
- 3e du Festival international espoirs en 1992 et 1994
- Médaillé de bronze aux Jeux méditerranéens en 1993
- 3e au Championnat d'Europe espoirs 1996

### Distinction individuelle
- Meilleur joueur de Division 2 en 1995
- Membre de l'équipe type des 50 ans de l'AS Nancy-Lorraine en 2017
- Meilleur buteur de la coupe de France en 2001-2002

## Vie privée
Il est en couple avec une femme qui se prénomme Audrey, avec qui il a eu deux garçons.

## Culture
Le groupe de punk nantais Justin(e) lui rend hommage à la fin de sa chanson Affreux, sales et méchants parue sur l'album Accident no 7.
Tony est fan du Racing Club de Lens et chante le texte pour les « sang et or » en slam .
Il sort un album de slam intitulé Des gens bien.
En 2016, il joue dans une série web humoristique appelée 4-4-2.
En 2022, il publie le livre autobiographique Balles au centre, écrit avec le journaliste Romain Jacquot.

## Affaire judiciaire
Le 25 octobre 2011, Tony Vairelles est mis en examen avec ses frères pour tentative d'assassinat puis incarcéré à la maison d'arrêt de Metz, après une fusillade dans une discothèque à Essey-lès-Nancy. Bien que restant mis en examen, il est libéré le 27 mars 2012 et placé sous contrôle judiciaire, dénonçant une injustice. En janvier 2018, son contrôle judiciaire est levé. En janvier 2020, Tony Vairelles et ses frères sont renvoyés devant le tribunal correctionnel, échappant à la cour d'assises où ils encouraient la réclusion criminelle à perpétuité. Ils risquent désormais une peine de cinq ans d’emprisonnement,.
Le 21 mars 2022, le footballeur est finalement jugé pour « violences volontaires aggravées » et encourt jusqu'à dix ans de prison et 150 000 euros d'amende, tout comme ses frères. Il est condamné à cinq ans de prison, dont trois fermes, et fait appel du jugement. En appel, il est condamné le 6 juillet 2023 à 3 ans de prison dont 18 mois de prison ferme, arrêt contre lequel il se pourvoit en cassation.
Le 3 septembre 2024, la Cour de cassation rejette le pourvoi de Tony Vairelles.